# Prebitz
Prebitz – miejscowość i gmina w Niemczech, w kraju związkowym Bawaria, w rejencji Górna Frankonia, w regionie Oberfranken-Ost, w powiecie Bayreuth, wchodzi w skład wspólnoty administracyjnej Creußen. Leży przy linii kolejowej Monachium – Drezno.
Gmina położona jest ok. 14 km na południowy wschód od Bayreuth, ok. 45 km na północny zachód od Amberga i ok. 60 km na północny wschód od Norymbergi.
1 czerwca 2023 do gminy przyłączono 0,32 km² pochodzące ze zlikwidowanego obszaru wolnego administracyjnie Heinersreuther Forst oraz 0,01 km² z gminy Kirchenthumbach w powiecie Neustadt an der Waldnaab.

## Dzielnice
W skład gminy wchodzą następujące dzielnice: 
| - Altencreußen - Bieberswöhr - Engelmannsreuth - Funkendorf - Großkorbis - Kleinkorbis - Losau | - Prebitz - Preußling - Rohrmühle - Ruspen - Sand - Voita |

## Demografia
| Rok  | Liczba mieszk. |
| ---- | -------------- |
| 1970 | 1.013          |
| 1987 | 979            |
| 2000 | 1.125          |
| 2006 | 1.133          |

## Oświata
(na 1999)

W gminie znajduje się 25 miejsc przedszkolnych (z 19 dziećmi).